# Herbert Müller
Herbert Müller (Menziken, 10 agosto 1940 – Nürburg, 24 maggio 1981) è stato un pilota automobilistico svizzero.

## Biografia
Il suo esordio nelle competizioni motoristiche avviene nel campo motociclistico, in quanto le competizioni automobilistiche erano vietate in Svizzera.
Solo nel 1961 fece il suo esordio con le autovetture, al volante di una Cooper-Norton, nel campionato di Formula 3 e nelle competizioni in salita.
Prese parte per diversi anni al Campionato europeo della montagna, classificandosi al secondo posto nel 1964, al volante di una Elva-Porsche della Scuderia Filipinetti. Nello stesso anno, alla morte improvvisa del padre, prese in mano anche l'azienda di famiglia..
L'anno seguente, vinse il citato campionato con una Porsche-Abarth..
La sua fama crebbe ulteriormente nel 1966 con la vittoria della Targa Florio, al volante di una Porsche Carrera 6/906, ripetendosi poi nel 1973 al volante di una Porsche 911.
Acquisendo delle Ferrari 512Ms, partecipò con un suo team a diverse competizioni automobilistiche; al volante di una sua vettura, in una gara del campionato Interserie al Norisring, morì il pilota e suo amico Pedro Rodríguez. A seguito di questo incidente non prese il via al Gran Premio d'Italia 1971 di Formula 1.
Ha preso parte a 13 edizioni della 24 Ore di Le Mans ottenendo come migliori risultati due secondi posti: il primo nel 1971, su una Porsche 917K condivisa con Richard Attwood, e il secondo nel 1974, in coppia con Gijs van Lennep al volante di una Porsche 911 Carrera RSR Turbo.
Trovò la morte nel 1981: per cause mai chiarite, durante la 1000 km del Nürburgring, la sua Porsche 908/3 si schiantò contro la vettura abbandonata da Bobby Rahal, ritiratosi al primo giro della gara.
Müller è sepolto nel cimitero di Reinach.